# Aufklärungspanzer 38(t)
SdKfz 140/1 Aufklärungspanzer 38(t) (Aufklärer auf PzKpfw 38(t) Ausf. M mit 2 cm Kwk 38 L/55 SdKfz 140/1) – niemiecki lekki czołg rozpoznawczy z okresu II wojny światowej. 
Czołg rozpoznawczy Aufklärungspanzer 38(t) został zbudowany na podwoziu lekkiego czołgu LT vz. 38 przy zastosowaniu wieży z samochodu pancernego Sd.Kfz.222.
Produkcja seryjna trwała od lutego 1944 do marca tego samego roku. W tym okresie łącznie wyprodukowano 70 sztuk (luty – 33 pojazdy, marzec 37 pojazdów). 
Trafiły one do kilku dywizji pancernych, m.in. 2. Dywizji Pancernej na froncie zachodnim.